# Divisioni censuarie di Terranova e Labrador
La provincia di Terranova e Labrador, Canada è suddivisa in 11 divisioni censuarie di Statistics Canada.

## Lista
- Divisione No. 1 (Penisola di Avalon-Saint John's)
- Divisione No. 2 (Penisola di Burin-Marystown)
- Divisione No. 3 (South Coast-Channel-Port aux Basques)
- Divisione No. 4 (St. George's-Stephenville)
- Divisione No. 5 (Distretto di Humber-Corner Brook)
- Divisione No. 6 (Terranova centrale-Grand Falls-Windsor)
- Divisione No. 7 (Bonavista/Trinity-Clarenville)
- Divisione No. 8 (Notre Dame Bay-Lewisporte)
- Divisione No. 9 (Northern Peninsula-St. Anthony)
- Divisione No. 10 (Labrador-Happy Valley-Goose Bay)
- Divisione No. 11 (Nunatsiavut-Nain)